# Bundesgesetz zur Regelung der rückerstattungsrechtlichen Geldverbindlichkeiten des Deutschen Reichs und gleichgestellter Rechtsträger
Bundesgesetz zur Regelung der rückerstattungsrechtlichen Geldverbindlichkeiten des Deutschen Reichs und gleichgestellter Rechtsträger (w skrócie Bundesrückerstattungsgesetz – BRüG) – niemiecka ustawa indemnizacyjna przyjęta przez Niemcy Zachodnie – zgodnie z duchem protokołu nr 1 do porozumień luksemburskich – w 1956 r. (jako Bundesgesetz zur Entschädigung für Opfer der nationalsozialistischen Verfolgung (BEG)), lecz z mocą wsteczną od 1 października 1953 r.
Ustawa ta była następnie, w wyniku działań Claims Conference, nowelizowana i funkcjonuje obecnie pod akronimem jako Bundesgesetz zur Regelung der rückerstattungsrechtlichen Geldverbindlichkeiten des Deutschen Reichs und gleichgestellter Rechtsträger.
Na podstawie ww. prawodawstwa osoby posiadające obywatelstwo niemieckie w czasie doznawanych prześladowań bądź osoby „niemieckiej kultury”, bądź bezpaństwowcy do 1969 r. (termin składania wniosków) otrzymały uprawnienie do rekompensaty m.in. za utratę zdrowia, wolności, wyrządzenie szkody w statusie społeczno-ekonomicznym i inne (w tym restytucję mienia prywatnego).